# 아시안 게임 경기 종목
이것은 아시안 게임 및 아시아 올림픽 평의회가 주관하는 기타 주요 계열 대회에서 진행되는 스포츠의 목록이다. 2009년 6월 29일에 OCA는 5가지 주요 경기 종목에서 경기 종목 목록의 주요 변경 사항을 발표했다. 특히 예외가 있을수는 있지만, 하나 이상의 경기 종목에서 각 경기 종목을 제한하는 것을 목표로 했다. 첫 번째 사항은 2014년 아시안 게임에서 28개 올림픽 정식 종목과 7개 비올림픽 종목을 포함해서 35개로 제한하는 것을 목표로 했다.

## 같이 보기
- 올림픽 경기 종목
- 패럴림픽 경기 종목
- 월드 게임 경기 종목